# The Gates: Za bramą tajemnic
The Gates – amerykański serial telewizyjny wyprodukowany przez Fox Television Studios, opowiadający o mieszkańcach osiedla "The Gates". Premiera serialu miała miejsce 20 czerwca 2010 w telewizji ABC (American Broadcasting Company). Reżyserem serialu był Terry McDonough, a scenarzystami Richard Hatem i Grant Scharbo.

## Fabuła
Rodzina Nicka Monohana przeprowadza się do nowego domu w zamkniętym, ekskluzywnym osiedlu The Gates. Nick zostaje nowym szeryfem. Z czasem robi się coraz bardziej zaniepokojony tym, co odkrywa na temat osiedla.

## Obsada
- Frank Grillo jako Nick Monohan
- Rhona Mitra jako Claire Radcliff
- Marisol Nichols jako Sarah Monohan
- Luke Mably jako Dylan Radcliff
- Travis Caldwell jako Charlie Monohan
- Skyler Samuels jako Andie Bates
- Chandra West jako Devon
- Colton Haynes jako Brett Crezski
- Janina Gavankar jako Leigh Turner
- Justin Miles jako Marcus Jordan
- Victoria Gabrielle Platt jako Peg Mueller
- James Preston jako Lukas Ford
- Georgia Cole jako Emily Radcliff

## Spis odcinków
| Premiera odcinka | N/o | Polski tytuł          | Angielski tytuł    |
| ---------------- | --- | --------------------- | ------------------ |
|                  |     |                       |                    |
| SERIA PIERWSZA   |     |                       |                    |
|                  |     |                       |                    |
| 04.07.2011       | 01  | Żelazne wrota         | Pilot              |
|                  |     |                       |                    |
| 11.07.2011       | 02  | Co kryje prawda?      | What Lies Beneath  |
|                  |     |                       |                    |
| 18.07.2011       | 03  | Naruszenie            | Breach             |
|                  |     |                       |                    |
| 25.07.2011       | 04  | Wewnętrzna bestia     | The Monster Within |
|                  |     |                       |                    |
| 01.08.2011       | 05  | Reperkusje            | Repercussions      |
|                  |     |                       |                    |
| 08.08.2011       | 06  | Jurysdykcja           | Jurisdiction       |
|                  |     |                       |                    |
| 15.08.2011       | 07  | Grzebanie w brudach   | Digging the Dirt   |
|                  |     |                       |                    |
| 22.08.2011       | 08  | Bezwzględny świat     | Dog Eat Dog        |
|                  |     |                       |                    |
| 29.08.2011       | 09  | Kryzys osobowości     | Identity Crisis    |
|                  |     |                       |                    |
| 05.09.2011       | 10  | Zaginiona dziewczynka | Little Girl Lost   |
|                  |     |                       |                    |
| 12.09.2011       | 11  | Wynurzenie            | Surfacing          |
|                  |     |                       |                    |
| 19.09.2011       | 12  | Zły wpływ księżyca    | Bad Moon Rising    |
|                  |     |                       |                    |
| 26.09.2011       | 13  | Przeprowadzka         | Moving Day         |
|                  |     |                       |                    |